# Hanna Schramm
Hanna Schramm (* 7. April 1896 in Berlin; † 13. Februar 1978 in Paris) war eine deutsche Pädagogin, Verfolgte des NS-Regimes, Emigrantin und Internierte im Camp de Gurs. Nach ihrer Befreiung aus diesem Lager blieb sie in Frankreich und lebte nach dem Zweiten Weltkrieg in Paris. Sie arbeitete als Journalistin und Autorin und wurde bekannt durch ihr Buch Menschen in Gurs.

## Leben
Hanna Schramms Buch Menschen in Gurs ist im Internet sehr präsent. Daten über sie selber sind jedoch mehr als rar, weshalb auch über ihre Herkunft und ihre Ausbildung keine Informationen vorliegen.
Schramm unterrichtete als Gewerbeoberlehrerin ungelernte Arbeiterinnen an einer Berufsschule. Seit 1926 war sie Mitglied in der SPD und in der Allgemeinen Freien Lehrergewerkschaft Deutschlands.
Im Frühjahr 1934 wurde sie Opfer des Gesetzes zur Wiederherstellung des Berufsbeamtentums: Wegen ›politischer Unzuverlässigkeit‹ wurde sie aus dem Schuldienst entlassen. Ende des gleichen Jahres emigrierte sie nach Paris und schloss sich dort dem Verband deutscher Lehreremigranten an. Da sie noch keine Arbeitserlaubnis besaß, musste sie sich mit Schwarzarbeit als Stenotypistin durchschlagen.
Nach dem Erhalt der Arbeitserlaubnis konnte Schramm ab 1937 als Deutschrepetitorin an einer Mädchenschule in Besançon arbeiten. Kurz vor Ausbruch des Zweiten Weltkriegs wurde sie wegen Spionageverdacht verhaftet und verbrachte 3 Monate in Untersuchungshaft. Nach ihrer Haftentlassung erfolgte bald die Internierung in verschiedenen kleineren Lagern, bevor sie dann vom 9. Juni 1940 bis zum 25. November 1941 im Camp de Gurs interniert wurde. Anders etwa als Lisa Fittko, die von Mai bis Juni 1940 in Gurs interniert war, hatte sie offenbar keine Gelegenheit, die Tage um die französische Kapitulation vor der deutschen Wehrmacht (22. Juni 1940) zur Flucht aus dem Lager zu nutzen.
Hanna Schramms Befreiung aus dem Lager beruhte auf einem Zufall. Die Leiterin des Sozialdienstes im Lager hatte Hanna Schramm und deren Kameradin Anneliese Eisenstaedt im Sommer 1941 auf eine Liste von 40 Personen gesetzt, für deren Entlassung aus Gurs sich Abbé Glasberg, Alexandre Glasberg (1902–1989), einsetzen wollte. Dieser erhielt tatsächlich die Erlaubnis des Vichy-Regimes und konnte daraufhin die 40 Personen in ein ehemaliges Hotel in dem winzigen Dorf Chansaye bei Lyon unterbringen. Zu diesen 40 Personen gehörte auch Leo Breuer, der von Schramm allerdings nicht erwähnt wird. Aus dessen Lebenslauf ergibt sich, dass 1943 Teile der Gruppe oder gar alle vor den Deutschen fliehen mussten. Sie konnten in dem ebenfalls von Abbé Glasberg betreuten Centre Cazaubon untertauchen. Ob das auch für Schramm galt, ist aus ihrem Buch nicht ersichtlich.
Hanna Schramm kehrte nach dem Ende des Zweiten Weltkriegs nach Paris zurück, wo sie als Journalistin und Autorin arbeitete. Von 1954 bis 1955 arbeitete sie als Sekretärin bei der United Restitution Organization. Eine Rückkehr nach Deutschland habe sie abgelehnt, „weil sie ‹als Lehrerin eine ganze Generation Schüler übersprungen› hätte und von der Vorstellung nicht loskäme, sich bei jedem älteren Mann zu fragen, inwieweit er Nazi gewesen sei“.

## Das BuchMenschen in Gurs
Georg Heintz, der den Text von Hanna Schramm herausgegeben hat, bezeichnet Menschen in Gurs als einen Erlebnisbericht, der vor allem „die Verhaltensweise von Menschen dar[stellt], die von einem Tag zum andern aus ihrem Lebensmilieu herausgerissen und unter zunächst unerträglich scheinenden Bedingungen in einem Lager zusammengepfercht wurden. Trotz allem Elend fand die Mehrzahl der Menschen die Kraft, sich nicht ‚unterkriegen‘ zu lassen und versuchte mit Zähigkeit, im Rahmen des Möglichen der Schwierigkeiten Herr zu werden.“ Diesen Eindruck hatte auch Klaus-Peter Schmid in seiner Zeit-Rezension: „Dieses Buch ist weder ein literarisches noch ein wissenschaftliches Werk, sondern ein Erlebnisbericht, der in einfacher, gelegentlich sogar unbeholfener Sprache eindringlich ein trauriges Kapitel deutsch-französischer Geschichte beschreibt: die Internierung deutscher Staatsangehöriger in Frankreich nach Ausbruch des Zweiten Weltkriegs. […] Hanna Schramm beschreibt das Lagerleben: Monotonie, Hoffnungslosigkeit, Krankheit, Tod. Das sind Zeugnisse der Resignation vor der ausweglosen Alternative Rückkehr in das faschistische Deutschland oder Dahinvegetieren in einem unmenschlichen Barackenlager, Zeugnisse aber auch unerschütterlichen Lebenswillens.“ Ein Beispiel dieses „unerschütterlichen Lebenswillens“ schildert Hanna Schramm in der Person von Lou Albert-Lasard:

„Wir wußten wohl, daß eine ganze Anzahl bildender Künstler im Lager war. Im Sommer 1940 hatten wir Lou Albert-Lazard, eine der zahlreichen Freundinnen Rilkes, gekleidet in wallende weiße Gewänder, einen riesigen Kalabreser aus Stroh auf dem roten Schopf, im Nachbarîlot mit dem Skizzenblock unterm Arm herumwandern und nach Modellen fahnden sehen. Die Frauen waren zuerst irritiert, aber dann gewöhnten sie sich an die ‘verrückte Malerin’, wenn sie sie, in einer Ecke der Waschbaracke hockend, als Aktmodelle benutzte. So entstanden zahllose Blätter mit rasch hingeworfenen, sehr reizvollen Skizzen. Gegen Ende des Sommers wurde Lou Albert-Lazard befreit und verließ das Lager.“

## Werke
- Menschen in Gurs. Erinnerungen an ein französisches Internierungslager (1940 - 1941), mit einem dokumentarischen Beitrag zur französischen Emigrantenpolitik (1933–1944) von Barbara Vormeier, Verlag Georg Heintz, Worms 1977, ISBN 3-921333-13-X.
  - Die französische Übersetzung des Buches erschien unter dem Titel Vivre à Gurs. Un camp de concentration français 1940-1941, Paris, 1979.
- Verbond van dieren en kinderen, Vink, Amsterdam, 1953. (Verband der Tiere und Kinder)